# 貞永敏
貞永 敏（さだなが びん、1959年 - ）は、日本の元俳優。映画監督の貞永方久は父。弟が1人いる。

## 出演作品

### 映画
- 太陽のきずあと（1981年、東映） - 唐沢俊郎 役
- ヨコハマBJブルース（1981年、東映）
- 遠野物語（1982年、日本ヘラルド映画） - 健次 役
- 汚れた英雄（1982年、東映） - 鹿島健 役
- ヘッドフォン・ララバイ（1983年、東映） - 西条徹 役
- 国東物語（1985年、エキプ・ド・シネマ） - 菊池武治 役
- トリナクリア PORSCHE 959（1987年、日本ヘラルド映画） - 二郎 役
- 天と地と（1990年、東映） - 秋山源蔵 役
- 天河伝説殺人事件（1991年、東映洋画） - 気賀沢 役
- 幕末純情伝（1991年、松竹） - 山南敬助 役
- JINGI 仁義（1991年、東映） - 黒川康男 役
- KOYA 澄賢房覚え書（1993年、ヒーロー） - 照栄 役
- 風のかたみ（1996年、岡本みね子事務所） - 玄夢 役

### オリジナルビデオ
- ザ・格闘王2（1994年、東映ビデオ）

### テレビドラマ
- 警視庁殺人課 第21回 「女子高生殺人事件・死の標的」 (1981年8月31日、日本テレビ)
- 太陽にほえろ! 第506回「消えたロッキー」（1982年5月7日、日本テレビ）
- ザ・サスペンス「妖精が悪魔のように忍びよる」（1983年7月9日、TBS）
- 火曜サスペンス劇場（日本テレビ
  - 「少年は見ていた」（1983年11月1日） - 山口丈 役
  - 「森村誠一の夜行列車」（1992年12月8日） - 青野刑事 役
  - 「弁護士・高林鮎子11 
能登に消えた女」（1993年1月26日） - 三林一行 役
- 特捜最前線 第365回「沖縄ラブストーリー!」（1984年5月23日、テレビ朝日）
- 土曜ワイド劇場「黒真珠の美女」（1985年8月3日、テレビ朝日）
- あぶない刑事 第18話「興奮」（1987年2月1日、日本テレビ） - 野沢 役
- 12時間超ワイドドラマ「次郎長三国志」（1991年1月2日、テレビ東京）
- はぐれ刑事純情派 第6シリーズ 第1話「ハワイ女3人卒業旅行東京〜ホノルル、産婦人科女医の犯罪!?」（1993年4月7日、テレビ朝日） - 村尾良夫 役
- 金曜エンタテイメント「ナニワ金融道」（1996年2月16日、フジテレビ）